# Kosmos-3M

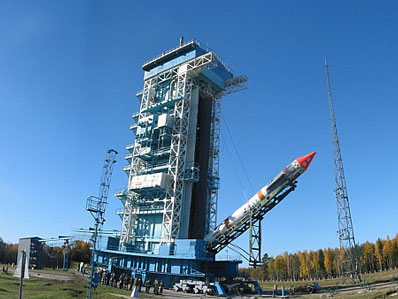
Um foguete Kosmos-3M sendo posicionado para lançamento.

O Kosmos-3M(em russo: Космос-3М), (Índice GRAU: 11K65M, também conhecido como Cosmos-3M) foi um veículo lançador russo, anteriormente soviético, derivado do míssil R-14, que foi usado para colocar satélites em órbita entre 1967 e 2009. Foram efetuados 420 lançamentos com esse veículo.
O Kosmos 3M usava IRFNA/UDMH como propelentes nos seus dois estágios. Com isso, era capaz de colocar 1.400 kg de carga útil em órbita. Ele se diferencia do Kosmos-3 pelo seu melhor controle de queima do segundo estágio, o que permite aos operadores orientar o foguete para o lançamento de múltiplos satélites de uma só vez. A Associação Produtiva Polyot, fabricou esses foguetes, na cidade de Omsk por décadas.
Originalmente, o Kosmos-3M estava previsto para sair de serviço em 2011, no entanto, em Abril de 2010 o comandante da Força Espacial Russa confirmou que ele seria retirado de serviço no final de 2010.